# Movimiento de Integración y Desarrollo
El Movimiento de Integración y Desarrollo (MID) es un partido político argentino de orientación desarrollista fundado por el expresidente Arturo Frondizi y sus seguidores el 5 de marzo de 1964.

## Origen

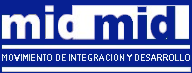
Antiguo logo del partido.

El MID tiene su origen en un desprendimiento la Unión Cívica Radical Intransigente (UCRI). En 1956 la Unión Cívica Radical se dividió en dos: la Unión Cívica Radical Intransigente, presidida por Arturo Frondizi y la Unión Cívica Radical del Pueblo presidida por Ricardo Balbín.
Ese mismo año, Arturo Frondizi, que se desempeñaba como presidente de la UCR, había entablado una estrecha relación con Rogelio Frigerio, quién promovía una versión crítica del desarrollismo, una nueva teoría económica creada por los economistas de la CEPAL. Al igual que la CEPAL, Frigerio adhería a la necesidad de contar con una sólida política industrialista, pero a diferencia del organismo de las Naciones Unidas, Frigerio hacía hincapié en la necesidad de recurrir a las empresas multinacionales y la inversión extranjera directa para desarrollar industrias de base: siderurgia, petroquímica, fabricación de automóviles y sobre todo, hidrocarburos.
En 1958, Frondizi resultó elegido presidente debido a una alianza de la UCRI con el peronismo concretada en un pacto secreto entre aquel y Perón, promovido por Frigerio. Desde un comienzo la política económica de Frondizi estuvo plenamente influida por el desarrollismo y las ideas de Frigerio, lo que produjo dos corrientes dentro de la UCRI: aquella que continuaba sosteniendo la Declaración de Avellaneda, definido en 1945 por la corriente intransigente de la UCR, y aquellos que adherían a las nuevas ideas desarrollistas, definidas por Frigerio y llevadas a la política económica por Frondizi.
Inicialmente la UCRI se mantuvo unida porque, la condición de presidente de la Nación de Frondizi imponía la unidad alrededor de las ideas desarrollistas. Pero luego del golpe de Estado que derrocó a Frondizi, ambos grupos tomaron distancia, y la ruptura fue inevitable. En 1964 los adherentes a las ideas desarrollistas dentro de la UCRI, encabezados por Arturo Frondizi y Rogelio Frigerio, se separaron de la UCRI y fundaron el Movimiento de Integración y Desarrollo.
El frondizismo desde el MID se opuso a la presencia de Estados Unidos en Vietnam, al ejército multilateral latinoamericano, y repudio la invasión estadounidense a la República Dominicana.
Su debut electoral fue en las elecciones presidenciales de marzo de 1973 siendo parte del Frente Justicialista de Liberación (FREJULI) que llevó a la presidencia a Héctor José Cámpora.
En las elecciones presidenciales de 1989 el MID formó parte de la alianza que llevó al poder a Carlos Menem, ocupando siempre un ministerio durante el primer mandato de aquel, entre 1989 y 1995. Primero fue Antonio Salonia ministro de educación y luego fue Oscar Camilión ministro de defensa.

## Acción política
El MID es actualmente presidido por Juan Pablo Carrique, quien reemplazó a Carlos Zaffore luego de que había ocupado el cargo por 19 años, interrumpidos solo por la presidencia de Efraín Gustavo Puyó Peña entre los años 2012 y 2014. El organismo deliberativo es la Convención Nacional. 
En el 2006, declararon que apoyarían en las elecciones presidenciales de 2007 al candidato opositor, y exministro de Economía, Roberto Lavagna, convirtiéndose en el primer partido político que dio su apoyo formal al economista.
En las elecciones presidenciales de 2011 apoyó la candidatura de Eduardo Duhalde. Para las elecciones presidenciales de 2015 apoyó al frente Unidos por una Nueva Alternativa considerando a Sergio Massa como único representante del Desarrollismo.
En las elecciones presidenciales de 2019 fueron parte de la coalición Juntos por el Cambio que promovió la candidatura a presidente de Mauricio Macri.
En las elecciones legislativas de 2021 fueron parte del frente La Libertad Avanza que apoyo la candidatura de Javier Milei en la Ciudad Autónoma de Buenos Aires.

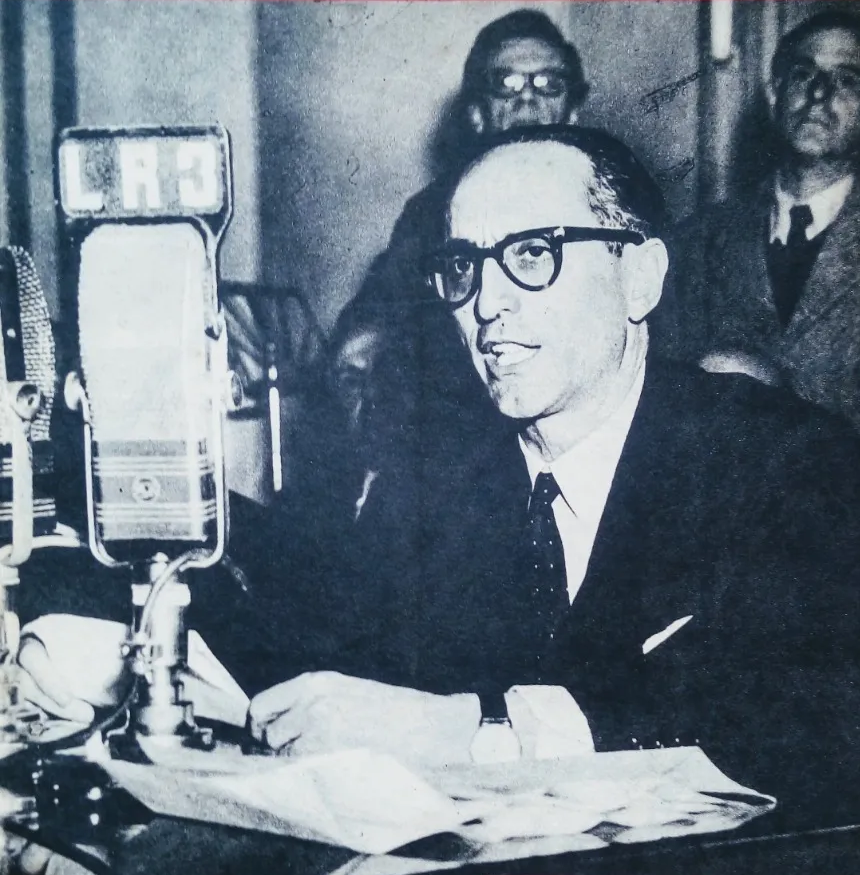
El expresidente Arturo Frondizi, creador del Movimiento de Integración y Desarrollo.

## Dirigentes desarrollistas
Varios dirigentes del MID han ocupado importantes funciones de gobierno. Además de Arturo Frondizi, que se desempeñó como presidente entre 1958 y 1962 y fue derrocado por un golpe militar, se han destacado los siguientes dirigentes del MID: Carlos Sylvestre Begnis, Héctor Noblía, Raúl Uranga, David Bléjer, Emilio Donato del Carril, Fernando Piragine Niveyro, Arturo Zanichelli, Celestino Gelsi, Américo García, Marcos Merchensky, Ramón Prieto, Isidro Odena, Oscar Camilión, Horacio Rodríguez Larreta(padre), Mercedes Marcó del Pont, Osvaldo Trocca, Antonio Salonia, César Napoleón Ayrault, Enzo David Pomi y Juan José Elylena, entre muchos otros. Fueron sus presidentes, sucesivamente Frondizi, Frigerio, Rodolfo Calvo, Luis López Salaberry, Luis Acosta Rivellini, Carlos Zaffore, Efraín Gustavo Puyó Peña y nuevamente Carlos Zaffore.
Desde 2018 es presidido por el Licenciado Juan Pablo Carrique, quien luego de varios años de militancia luego de ocupar distintos cargos partidarios llegó a la presidencia y fue reelecto en una oportunidad por unanimidad. 
Para las Elecciones legislativas de Argentina de 2023 el partido recuperó cargos electivos tanto a nivel nacional como en las cámaras provinciales de CABA y Catamarca; recobrando protagonismo en la política nacional. 
El legislador porteño Oscar Zago por la Ciudad de Buenos Aires, Eduardo Falcone por la provincia de Buenos Aires y María Cecilia Ibáñez por Córdoba fueron elegidos como diputados nacionales para el período 2023-2027 por La Libertad Avanza.

## Distritos
| Distritos              | Distritos | Presidente                    | Coalición distrital              | Personería Jurídica        | Afiliados |
| ---------------------- | --------- | ----------------------------- | -------------------------------- | -------------------------- | --------- |
| Buenos Aires           | MID BA    | Mario Guzmán (Interventor)    | La Libertad Avanza               | Definitiva                 | 12312     |
| Ciudad de Buenos Aires | MID CABA  | Edgardo Néstor Alifraco       | La Libertad Avanza               | Definitiva                 | 4200      |
| Catamarca              | MID C     | Franco Baigorri               | La Libertad Avanza               | Definitiva                 |           |
| Córdoba                | MID Cba   | Jorge Omar Rodriguéz Puebla   | La Libertad Avanza               | Definitiva                 | 3577      |
| Corrientes             | MID Cts   | Antonio Barros Perkins        | Encuentro por Corrientes         | Definitiva                 | 3395      |
| Formosa                | MID F     | Desconocido                   | Juntos por La Libertad           | Definitiva                 | 2352      |
| Jujuy                  | MID J     | Desconocido                   | Jujuy Crece                      | Definitiva                 | 2162      |
| La Pampa               | MID LP    | Leonardo Anania               | Sin alianza                      | personería en recuperación | 1132      |
| Misiones               | MID MI    | Desconocido                   | Frente Renovador de la Concordia | Definitiva                 | 3834      |
| Neuquén                | MID N     | Rodrigo Gabriel Emilio Arenas | Movimiento Popular Neuquino      | personería en recuperación | 2016      |
| San Juan               | MID SJ    | Andrés Eleuterio Mercado      | Unión por la Patria              | Definitiva                 | 2426      |
| San Luis               | MID SL    | Demetrio Augusto Alume        | Ahora San Luis                   | Definitiva                 | 1543      |
| Santa Fe               | MID SF    | Miguel Fidel Kilibarda        | Unión por la Patria              | Definitiva                 | 4406      |
| Tierra del Fuego       | MID TF    | Federico Frigerio             | Sin alianza                      | Definitiva                 | 571       |
| Total                  | Total     |                               |                                  |                            | 43926     |

## Representantes

### Diputados Nacionales
|  | Oscar Zago           | Ciudad de Buenos Aires | 2023 | 2027 |
|  | Eduardo Falcone      | Buenos Aires           | 2023 | 2027 |
|  | María Cecilia Ibáñez | Córdoba                | 2023 | 2027 |

| 2021-2023        | 2021-2023  | 2021-2023 | 2021-2023                              | 2021-2023 |                      |             |
| Diputado         | Provincia  | Provincia | Bloque                                 | Bloque    | InterBloque          | InterBloque |
| ---------------- | ---------- | --------- | -------------------------------------- | --------- | -------------------- | ----------- |
| Rogelio Frigerio | Entre Ríos |           | Movimiento de Integración y Desarrollo |           | Juntos por el Cambio |             |

| 2019-2023         | 2019-2023                                                          | 2019-2023 | 2019-2023                              | 2019-2023 |                      |             |
| Diputado          | Provincia                                                          | Provincia | Bloque                                 | Bloque    | InterBloque          | InterBloque |
| ----------------- | ------------------------------------------------------------------ | --------- | -------------------------------------- | --------- | -------------------- | ----------- |
| Federico Frigerio | Provincia de Tierra del Fuego, Antártida e Islas del Atlántico Sur |           | Movimiento de Integración y Desarrollo |           | Juntos por el Cambio |             |

| 1985-1989      | 1985-1989                 | 1985-1989 | 1985-1989                              | 1985-1989 |             |             |
| Diputado       | Provincia                 | Provincia | Bloque                                 | Bloque    | InterBloque | InterBloque |
| -------------- | ------------------------- | --------- | -------------------------------------- | --------- | ----------- | ----------- |
| Carlos Zaffore | Provincia de Buenos Aires |           | Movimiento de Integración y Desarrollo |           |             |             |

| Raúl Pérez              | Provincia de Buenos Aires |  | Movimiento de Integración y Desarrollo |
| Raúl Lucio Uranga       | Provincia de Entre Rios   |  | Movimiento de Integración y Desarrollo |
| Juan Carlos Achiary     | Provincia de La Pampa     |  | Movimiento de Integración y Desarrollo |
| Héctor José García Solá | Provincia de Santa Fe     |  | Movimiento de Integración y Desarrollo |
| Mario Migno             | Provincia de Santa Fe     |  | Movimiento de Integración y Desarrollo |

Juan Carlos Achiary

### Legislaturas Provinciales
| Provincia              | Alianza política     | Órgano legislativo       | Bloque             | Legislador | Legislador              | Mandato   |
| ---------------------- | -------------------- | ------------------------ | ------------------ | --- | ----------------------- | --------- |
| Ciudad de Buenos Aires | La Libertad Avanza   | Legislatura porteña      | La Libertad Avanza | | Sandra Rey              | 2023-2027 |
| Ciudad de Buenos Aires | La Libertad Avanza   | Legislatura porteña      | La Libertad Avanza | https://parlamentaria.legislatura.gob.ar/uploads/imagenes/legislador/M_28b971a4-e264-4ca5-b5b7-16d0b60dfe04.jpg | Edgardo Néstor Alifraco | 2023-2027 |
| Catamarca              | La Libertad Avanza   | Legislatura de Catamarca | La Libertad Avanza | | Franco Baigorri         | 2023-2027 |
| La Pampa               | Juntos por el Cambio | Legislatura de La Pampa  | PRO-MID            | https://legislatura.lapampa.gob.ar/images/ejes/Eje1/Institucional/bloque_MidPro/Matias_Francisco_TRABA.jpg      | Matías Francisco Traba  | 2023-2027 |

### Representantes Locales
| Provincia               | Cargo      | Periodo   | Retratos | Nombre y Apellido       |
| ----------------------- | ---------- | --------- | -------- | ----------------------- |
| CABA                    | Comunero   | 2023-2027 |          | Pablo Testori Schroeder |
| CABA                    | Comunero   | 2023-2027 |          | Cristian Flores         |
| CABA                    | Comunero   | 2023-2027 |          | Miguel Arancio          |
| CABA                    | Comunero   | 2023-2027 |          | Carlos Buletti          |
| Buenos Aires (Tandil)   | Concejal   | 2021-2025 |          | Natalia Chacon          |
| La Pampa (Dorila)       | Intendente | 2023-2027 |          | Wilson Rodríguez        |
| La Pampa (Victorica)    | Concejal   | 2023-2027 |          | Lorena Gette            |
| La Pampa (General Pico) | Concejal   | 2023-2027 |          | Leonardo Ananías        |
| La Pampa (Santa Isabel) | Concejal   | 2023-2027 |          | Cristina Vázquez        |
| La Pampa (Santa Isabel) | Concejal   | 2023-2027 |          | Margarita Hernández     |

## Resultados electorales

### Elecciones presidenciales
|  | 49.56 % |

|  | 61.85 % |

|  | 1.19 % |

|  | 47.51 % |

|  | 16.99 % |

|  | 48.37 % |

|  | 0,25 % |

|  | 16.91 % |

|  | 5.86 % |

|  | 21.39 % |

|  | 40.28 % |

|  | 29.99 % |

|  | 55.65 % |

### Elecciones al congreso
| Año  | Votos                       | %                     | Diputados | Senadores | Nota |
| ---- | --------------------------- | --------------------- | --------- | --------- | --- |
| 1965 | 538.057                     | 6,01%                 | 6/192     |           | |
| 1966 | Sin datos                   | Sin datos             |           | 0/46      | |
| 1973 | 5.899.543                   | 49,53%                | 23/243    | 4/69      | Frente Justicialista de Liberación |
| 1983 | 223.763                     | 1,51%                 | 0/254     | 1/46      | Sin alianza en todas las provincias |
| 1985 | 598.437                     | 3,91%                 | 1/254     |           | Dip. Carlos Zaffore (Provincia de Buenos Aires) Frente Justicialista de Liberación en Provincia de Buenos Aires Sin alianza en Chaco, Formosa, La Pampa, La Rioja, Mendoza, Misiones, Neuquén, Santa Cruz y Tucumán |
| 1986 | Sin datos                   | Sin datos             |           | 1/46      | |
| 1987 | 155.932                     | 0,97%                 | 1/254     |           | Alianza con Cruzada Renovadora en San Juan Sin alianza en Provincia de Buenos Aires, Ciudad de Buenos Aires, Catamarca, Chaco, Chubut, Córdoba, Corrientes, Entre Ríos, Jujuy, La Pampa, La Rioja, Mendoza, Neuquén, Río Negro y Santa Fe |
| 1989 | 7.322.203                   | 43,99%                | 1/254     | 0/46      | Dip. Miguel Ángel Polo (FREJUPO Formosa) Frente Justicialista de Unidad Popular Sin alianza en Catamarca y La Rioja |
| 1991 | 1.630.446                   | 10,37%                | 1/257     |           | Dip. Aníbal Osvaldo Hardy (Formosa) Frente Justicialista en Chaco, Formosa, Misiones, Salta, San Juan, San Luis, Santa Fe, Tierra del Fuego y Tucumán Unidad de los Neuquinos para el Cambio (PJ-MID-PTP) en Neuquén Frente Cívico y Social en Catamarca Frente Popular (PDC-MID-PSA-PTP) en La Pampa Frente Popular Correntino (MID-PI-PSP) en Corrientes Frente de la Corriente Renovadora (CR-UCeDé-PCP-PDC-MID-PI) en Santiago del Estero Unión Provincial (PD-MID-UCeDé) en Entre Ríos Alianza con Partido Demócrata Progresista en Chubut y Río Negro Sin alianza en Ciudad de Buenos Aires, Córdoba, Jujuy, La Rioja y Mendoza |
| 1992 | Sin datos                   | Sin datos             |           | 0/48      | |
| 1993 | 206.548                     | 1,26%                 | 1/257     |           | Alianza con UCR en Río Negro Frente de la Victoria en Formosa Sin alianza en CABA, Chaco, Córdoba, La Pampa, Neuquén, Santa Cruz y Santa Fe |
| 1995 | 612.762                     | 3,61%                 | 0/257     | 0/72      | Alianza con UCR en Corrientes, Entre Ríos, Misiones y Río Negro Frente Justicialista en San Luis Sin alianza en Córdoba, Mendoza y Salta |
| 1997 | 1.150.579                   | 6,67%                 | 0/257     |           | Alianza en Entre Ríos, Jujuy, La Pampa, Misiones, Río Negro, Salta y Tucumán Frente Unión por Todos-MID en Ciudad de Buenos Aires Frente Justicialista en San Luis Frente País Solidario en Catamarca Frente de Todos en Corrientes Unión Popular por la Producción y el Trabajo en San Juan Frente Federal Santacruceño en Santa Cruz Sin alianza en Neuquén |
| 1998 | Sin datos                   | Sin datos             |           | 0/72      | |
| 1999 | 6.642.555                   | 35,87%                | 0/257     |           | Alianza en Provincia de Buenos Aires, CABA, Catamarca, Córdoba, Corrientes, Entre Ríos, Formosa, La Pampa, Misiones, Neuquén, Río Negro, Salta, San Juan y Tucumán Frente Justicialista en San Luis y Santiago del Estero |
| 2001 | 2.297.855 (D) 1.987.640 (S) | 16,08% (D) 13,66% (S) | 0/257     | 0/72      | Alianza en PBA, CABA, Entre Ríos, La Pampa, Misiones, Río Negro, Salta y Tucumán Alianza UCR-MID en Córdoba Frente Justicialista en San Luis y Santiago del Estero Frente Cívico y Social Correntino en Corrientes Sin alianza en Formosa, Neuquén y San Juan |
| 2003 | 685.622 (D) 72.880 (S)      | 4,36% (D) 1,60% (S)   | 0/257     | 0/72      | Frente para la Victoria en Misiones y San Juan Alianza FPV-ARI-MID en La Pampa Frente Social Entre Ríos Tiene Futuro (UCR-MID-PDC) Frente Unidos por Salta (UCR-Recrear-MID) Frente Unión por Tucumán (UCR-MID-PDC) Corriente Chubutense (FG-MID) en Chubut Concertación para el Desarrollo en Río Negro Frente Movimiento Popular en San Luis Sin alianza en Provincia de Buenos Aires, Ciudad de Buenos Aires, Formosa y Neuquén |
| 2005 | 1.266.881 (D) 274.161 (S)   | 7,35% (D) 3,32% (S)   | 0/257     | 0/72      | Frente para la Victoria en Neuquén, San Juan, Santa Fe y Tucumán Frente Cívico y Social en Catamarca Frente Proyecto Corrientes (PAC-PDP-MID-ND-PI) Sin alianza en Córdoba, Formosa, Salta y San Luis |
| 2007 | 1.025.438 (D) 129.112 (S)   | 5,67% (D) 3,04% (S)   | 0/257     | 0/72      | Una Nación Avanzada en Ciudad de Buenos Aires, Formosa, Jujuy, La Pampa, Río Negro, Salta, San Juan, Provincia de Santa Cruz y Tucumán Sociedad Justa en Provincia de Buenos Aires y Santa Fe Frente Justicialista en San Luis Frente Cívico y Social en Catamarca Sin alianza en Córdoba, Corrientes, Neuquén y Santiago del Estero |
| 2009 | 4.398.640 (D) 989.504 (S)   | 22,77% (D) 16,53% (S) | 0/257     | 0/72      | Alianza Unión-PRO en Provincia de Buenos Aires y Ciudad de Buenos Aires Acuerdo Cívico y Social en Catamarca, Formosa, La Pampa y Tucumán Frente Justicialista Es Posible en San Luis Frente de Todos en Corrientes Frente Unidad para el Cambio (MID-UNIR) en Jujuy y Mendoza Frente de la Esperanza en Misiones Santa Fe Federal (PCP-PDC-MID) Todos por Neuquén (PDC-MID) Frente Unión por San Juan Sin alianza en Córdoba y Santiago del Estero |
| 2011 | 821.487 (D) 736.426 (S)     | 3,99% (D)             | 0/257     | 0/72      | Frente Popular en Provincia de Buenos Aires, Córdoba y San Juan Alianza Compromiso Federal en San Luis Frente Salteño (PRO-SST-PCP-MID) en Salta Sin alianza en La Pampa |
| 2013 | 2.517.560 (D) 722.831 (S)   | 11,13% (D)            | 0/257     | 0/72      | Unidos por la Libertad y el Trabajo en Provincia de Buenos Aires Frente Unión PRO en Ciudad de Buenos Aires, La Pampa y Santa Fe Alianza Compromiso Federal en San Luis y San Juan Encuentro por Corrientes Frente Amplio Formoseño en Formosa Frente Renovador de la Concordia en Misiones |
| 2015 | 3.814.745 (D) 999.930 (S)   | 16,36% (D)            | 0/257     | 0/72      | UNA en Provincia de Buenos Aires, Ciudad de Buenos Aires, Córdoba, Corrientes y Santa Fe Frente para la Victoria en Misiones Alianza Compromiso Federal en San Luis Frente Amplio Formoseño en Formosa Frente Cívico y Social en La Pampa |
| 2017 | 2.406.735 (D) 1.649.931 (S) | 9,79% (D) 13,91% (S)  | 0/257     | 0/72      | 1País en Provincia de Buenos Aires, San Juan y Santa Fe Cambiemos en Formosa y La Pampa Unión por Córdoba Frente Unidad Justicialista en San Luis Frente Renovador de la Concordia en Misiones |
| 2019 | 6.738.431 (D) 1.199.942 (S) | 26,28% (D) 21,29% (S) | 1/257     | 0/72      | Juntos por el Cambio en Provincia de Buenos Aires, CABA, Formosa, Neuquén y La Pampa Frente de Todos en San Juan y Santa Fe Hacemos por Córdoba Frente Renovador de la Concordia en Misiones |
| 2021 | 5.581.442 (D) 951.581 (S)   | 23,99% (D) 13,37% (S) | 1/257     | 0/72      | Juntos por el Cambio en PBA, Corrientes, Formosa, Jujuy, La Pampa y Tierra del Fuego La Libertad Avanza en Ciudad de Buenos Aires Frente de Todos en San Juan Hacemos por Córdoba Primero Santa Fe Frente Renovador de la Concordia en Misiones |